# Xã East Grove, Quận Lee, Illinois
Xã East Grove (tiếng Anh: East Grove Township) là một xã thuộc quận Lee, tiểu bang Illinois, Hoa Kỳ. Năm 2010, dân số của xã này là 256 người.